# Base Machu Picchu
Base Machu Picchu (auch Machu-Picchu-Station) ist eine peruanische Polarforschungsstation in der Antarktis. Sie befindet sich auf King George Island in der Admiralty Bay. Benannt ist sie nach der Ruinenstadt Machu Picchu in Peru.
Die Station wird im antarktischen Sommer von Dezember bis März genutzt. Die Machu-Picchu-Station besteht aus fünf Modulen: Einem Labor, Personenunterkünften, einer Notunterkunft, einem Speiseraum mit Küche und einem Versorgungsmodul zur Stromversorgung, Fahrzeugunterbringung und Entsorgung. Sie verfügt außerdem über einen Helikopterlandeplatz. Das Schiff B.I.C. Humboldt besucht die Station jährlich.

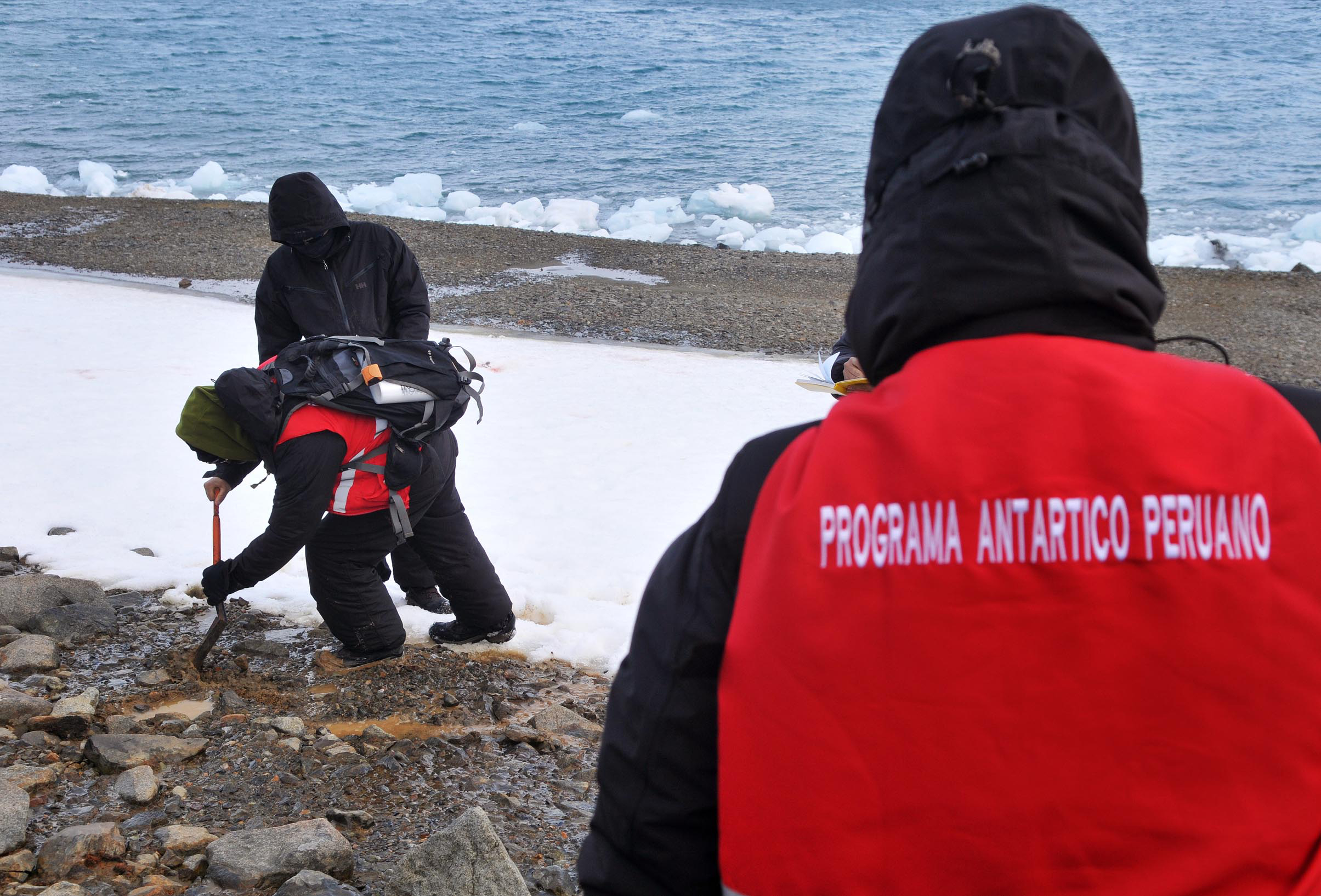
Expedition der Base Machu Picchu in 2015